# ألين روس
ألين روس (بالرومانية: Alin Rus)‏ هو لاعب كرة قدم روماني في مركز الدفاع، ولد في 30 سبتمبر 1975 في كلوج نابوكا في رومانيا. لعب مع سي إس باندوري تارغو جيو.

## وصلات خارجية
- ألين روس على موقع قاعدة بيانات كرة القدم.إي يو (الإنجليزية)
- ألين روس على موقع Soccerway.com (الإنجليزية)